# Mark Maclean
Pour les articles homonymes, voir Maclean.
Mark Maclean, né le 8 novembre 1963, est un joueur professionnel de squash représentant l'Écosse. Il atteint le 8e rang mondial en juillet 1991, son meilleur classement,.
Aux championnats du monde 1989, il ne s'incline qu'en quarts de finale face à la légende Jahangir Khan.

## Palmarès

### Titres
- Scottish Open : 2 titres (1987, 1989)
- Champion d'Écosse : 1982
- Championnats d'Europe par équipes : 1992

### Finales
- Championnats britanniques de squash : 1986